# Rio Juine
Juine é um rio localizado nos departamentos de Loiret e Essonne, em França. Tem 53 km de comprimento e é afluente pela margem esquerda do rio Essonne, a que se junta entre Itteville e Vert-le-Petit, perto deBallancourt-sur-Essonne.
Nasce em Loiret, na floresta de Chambaudoin, menos de 3 km a sudoeste de Autruy-sur-Juine. O seu nome tem origem no hamlet de Juines o qual atravessa antes de entrar no departamento de Essonne.
Entre os séculos XV e XVIII, combinado com os rios Essonne e Sena formava uma rede navegável para barcos de fundo chato que transportavam trigo de Beauce para Paris.
Atravessa as comunas de:
- No departamento de Loiret: Autruy-sur-Juine
- No departamento de Essonne: Méréville ~ Saclas ~ Saint-Cyr-la-Rivière ~ Boissy-la-Rivière ~ Ormoy-la-Rivière ~ Étampes ~ Morigny-Champigny ~ Étréchy ~ Auvers-Saint-Georges ~ Chamarande ~ Lardy ~ Janville-sur-Juine ~ Bouray-sur-Juine ~ Saint-Vrain ~ Itteville ~ Vert-le-Petit